# 天主教杜梅-阿邦姆邦教區
天主教杜梅-阿邦姆邦教區（拉丁語：Dioecesis Dumensis-Abongensis-Mbangensis）是喀麥隆一個羅馬天主教教區，屬貝爾圖阿總教區。
教區的前身是杜梅宗座監牧區，成立於1949年3月3日，1955年9月14日升為教區。1983年3月17日易名至今。
教區位於東部區上尼永省，教座位於杜梅。2012年有教友95,653人（佔轄區總人口46.4%）、二十個堂區、三十九名司鐸。現任教區主教為若望·奧茲加。